# Jacaleapa
Jacaleapa é uma cidade hondurenha do departamento de El Paraíso.